# Consell de Navarra
El Consell de Navarra (basc Nafarroako Kontseilua) és un òrgan consultiu superior de la Comunitat Foral de Navarra (Espanya) la funció de la qual és assessorar al Govern de Navarra i vetllar per l'observació i el compliment de la Constitució Espanyola, la Llei Orgànica de Reintegració i Amillorament del Règim Foral de Navarra (LORAFNA) i la resta d'ordenaments jurídics, sense que els seus dictàmens puguin contenir valoracions d'oportunitat o de conveniència.
Va ser creat en 1999 i està integrat per 7 membres nomenats pel President del Govern de Navarra, entre juristes de reconegut prestigi i experiència que tinguin la condició política navarresa, 5 a proposta del Parlament de Navarra i els 2 restants designats pel Govern de Navarra. Els seus membres són nomenats per a un període de 7 anys podent ser reelegits.

## Composició
| Càrrec              | Noms                           |
| ------------------- | ------------------------------ |
| President           | Enrique Rubio Torrano          |
| Conseller-secretari | José Antonio Razquin Lizarraga |
| Consellers          | Alfredo Irujo Andueza          |
| Consellers          | José Iruretagoyena Aldaz       |
| Consellers          | Julio Muerza Esparza           |
| Consellers          | Eugenio Simón Acosta           |
| Consellers          | Alfonso Zuazu Moneo            |